# 바나나 학살

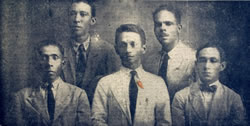
바나나 플랜테이션 파업 주도자들

바나나 학살(Masacre de las bananeras)은 1928년 12월 6일 콜롬비아 산타마르타 근처 시에나가에서 일어난 학살 사건이다. 바나나 플랜테이션에서 더 나은 노동 조건을 요구하면서 노동조합이 벌인 한달간의 파업을 끝내기 위해, 콜롬비아 정부가 군대를 보내 진압하기로 결정한 뒤, 정확한 숫자는 알려지지 않았지만 많은 사람들(최소 47명부터 최대 약 2000여명까지 추정됨)이 군당국의 발포에 의해 살해됐다. 가르시아 마르케스는 그의 소설 백년 동안의 고독에서 바나나 학살을 묘사했다.
미국의 바나나 회사였던 '유나이티드 프루트 컴퍼니(United Fruit Company)'는 파업을 진압하기 위해 콜롬비아 정부를 압박했다. 콜롬비아 정부는 계엄을 선포하여 헌법의 효력을 중단시키고, 파업 진압에 군을 동원했다. 비상사태가 선포된 상황에서 바나나 농장의 노동자들과 그 가족들은, 파업 및 항의 차원에서 시에네가 시 광장에서 열리는 예배에 참석하기 위해서 모였다. 5분 안에 구역을 깨끗이 비우라는 명령을 받은 콜롬비아 군인들이 기관총으로 민간인들을 무차별 사격을 가했다. 이날 미국 대사는 콜롬비아 군인들이 1,000명 이상을 사살했다고 보고했다.

## 배경
바나나는 아시아가 원산지이고 1492년 이후에야 미국의 열대 지방에 소개되었다. 미국이나 유럽 국가의 어느 누구도 바나나를 본 적도 없고 맛도 본 적이 없어서 바나나는 이국적인 과일로 간주되었다. 시에나가는 그들이 살았던 상업적인 이익으로 인해 나머지 콜롬비아와 세계로부터 고립된 조용한 마을이었다. 그들은 또한 시골 땅을 소유했지만 1851년 노예 제도가 폐지되면서 많은 땅이 버려졌고, 그 중에는 누구도 어업을 하고 생계 작물을 재배할 수 없는 광대한 땅이 있었다. 원주민, 흑인, 혼혈 정착민들이 흩어져 있는 몇몇 마을에서는 자급자족할 작물을 생산했다.
바나나 수출은 산타마르타의 저명한 가문에서 시작되었다. 다른 지역의 수출 농업이 발전하면서 그들은 고립을 깨려고 노력했다. 프랑스 회사의 도착이 그들을 도왔다. 19세기 말과 20세기 초에 여러 외국 기업이 콜롬비아 대서양 연안, 특히 시누강, 몸폭스 및 산타마르타 지역의 농업 및 축산업에 개입했다.
1881년에 유명한 사마리아인 그룹이 산타마르타에서 막달레나까지 철도를 건설할 수 있는 허가를 얻었고, 1887년에는 항구 개선 계획을 시작했다. 같은 시기에 최초의 농민협회가 설립되었고 회원들은 호세 마누엘 곤잘레스(José Manuel González)가 파나마에서 씨앗을 수입한 1885년경까지 알려지지 않은 품종인 그로 미셸 바나나라는 새로운 제품을 실험하기 시작했다. 호세 마누엘과 사마리아 사업가 그룹은 콜롬비아 최초의 바나나 농장인 시에나가(Ciénaga)를 설립했다. 실험은 흥미로운 잠재력을 보여주었다. 1889년 산타마르타는 5,000송이를 수출했고, 3년 후 이 수치는 45,000송이로 증가했다.
그러나 국제 시장을 위한 대규모 생산에는 19세기 말 콜롬비아의 개인이나 회사의 능력을 넘어서는 엄청난 양의 자본이 필요했다. 유나이티드 프루트 컴퍼니는 1890년 콜롬비아에 처음 나타났다. 사업가 키스는 1870년대에 미국을 떠나 라틴 아메리카로 가서 철도를 건설하기 위해 코스타리카 정부에 고용되었다. 이 작업이 완료되고 키스는 철도 노선의 수익성을 높이기 위해 바나나를 화물로 생산하기 시작했다. 몇 년 후 바나나 사업을 콜롬비아의 산타마르타와 파나마의 보카스델토로로 확장했다. 1892년에 그는 리오 프리오에서 6,100헥타르의 토지를 구입하여 콜롬비아 랜드 컴퍼니를 설립했다. 동시에 그는 산타 마르타 철도 회사(Compañía del Ferrocarril de Santa Marta)가 된 새로운 철도의 양권을 구입했다. 1899년에 그는 다른 두 명의 미국인과 합류하여 미국에 상업 본부를 둔 회사인 유나이티드 프루트 컴퍼니를 설립했다. 창립 당시 회사는 국제 바나나 산업의 80%를 통제했다. 1900년에 자메이카, 쿠바, 도미니카 공화국, 코스타리카, 파나마, 콜롬비아에서 수출된 수출량은 총 1,200만 다발에 달했다.
20세기 초, 30년 동안 바나나 산업은 급속히 성장했다. 윤나이티드 프루트 컴퍼니는 앞서 언급한 국가뿐만 아니라 과테말라와 온두라스에서도 사업을 확장했다. 1930년까지 회사는 1,383,485 헥타르의 토지를 소유했으며 그 중 76,612헥타르가 바나나 재배에 사용되었다. 그들은 2,434km에 달하는 철도를 건설했고, 바나나를 북미와 유럽으로 수송하는 “대백색함대(Great White Fleet)”로 알려진 증기선 90척을 소유했다. 광대한 제국을 조정하기 위해 회사는 5,363km의 전신 케이블을 부설하고 24개의 라디오 방송국을 건설했으며 150,000명의 인력을 보유한 카리브해에서 가장 큰 고용주가 되었다. 바나나 수출량은 연간 6,500만 다발에 달했다.
유나이티드 프루트 컴퍼니가 바나나 지역에 투자한 자본과 이를 통해 확립된 마케팅 연결은 일부 콜롬비아인들에게 새로운 기회를 열었다. 유나이티드 프루트 컴퍼니는 철도와 관개 운하를 건설하기 위해 노동자가 필요했다. 땅을 개간하고 바나나를 심고 수확물을 모으려면 배에 짐을 싣는 것도 필요했다. 초기에는 노동력이 부족했다.유나가 내륙의 토지 소유자가 지불하는 금액의 최대 두 배에 달하는 높은 임금을 제공하기로 한 결정은 노동력 유치의 필요성을 반영했다.

### 노동자
20세기의 첫 30년 동안 수천 명의 사람들이 산타마르타에 왔다. 이민을 통해 노동자 인구는 1910년 약 5,000명에서 1925년 25,000명 이상으로 증가했다. 유나이티드 프루트 컴퍼니의 성과급 제도는 회사에 잘 맞았고 직원들도 만족하는 듯 보였다. 비록 안전하지는 않았지만 시간과 업무 과정을 스스로 관리할 수 있는 자유를 부여했다. 그들이 불만을 가지고 있던 것은 회사의 채용 관행이었다. 근로자를 직접 고용하는 대신 콜롬비아 계약자를 활용하여 수행할 작업에 동의하고 해당 작업을 수행할 근로자를 모집했다.
회사는 높은 임금을 지급했지만 대부분은 매일 일자리를 찾지 못했다. 또한 회사는 직원들에게 격주로 급여를 지급하기로 되어 있었지만 때때로 지연이 발생했다.
1928년 노동자들은 지역 전역에 병원을 건설하고 산업재해에 대한 보상을 요구했다. 계약서에는 근로자들이 유나이티드 프루트 컴퍼니의 직원이 아니었지만 회사는 건강 관리를 위해 임금의 2%를 공제했다고 명시되어 있었다. 이러한 수당에도 불구하고 아프거나 산업재해를 당한 근로자들은 병원에 갈 수 없는 경우가 많았다. 주거 문제에 대해서도 불만을 표했는데 그들은 가로 3미터, 세로 3미터 크기의 한 방에서 최대 7명이 해먹을 서로 걸어놓고 잠을 잤다. 수용소에는 환기 시설, 식수, 샤워실, 화장실이 전혀 없었다. 유나이티드 프루트 컴퍼니는 자신이 제공한 보호소가 콜롬비아의 다른 지역에 있는 시골 주택보다 열등하지 않다고 주장했다. 이것은 사실이었지만 노동자들은 개선을 원했다. 자신들이 운영하는 목장과 회사 관리자가 운영하는 정원과 테니스 코트가 있는 편안한 집이 대비되면서 그들의 불만은 더욱 커졌다. 1928년 파업에 돌입했을 때 노동자들은 적어도 건강이 위험에 빠지지 않는 더 나은 주택을 제공해달라고 회사에 요청했다.

### 정착민
많은 이민자들이 농촌의 개발되지 않은 지역에서 농사를 짓는 것을 선택했다. 정착 초기에 이민자들은 그들의 생계를 위한 농사를 지었지만, 바나나 농장이 확대되면서 생긴 수요로 지역 시장에서 잉여물을 팔기 시작했다. 이 정착민들은 식량 공급 외에도 종종 농장에서 싼값에 일하는 등 바나나 농장과 공생했다. 바나나 경제의 성장은 농민들에게 상업 활동의 기회를 확대시켜주었고, 이렇게 바나나 경제는 또한 독립적이고 시장 지향적인 농민의 성장을 자극했다.
하지만 유나이티드 프루트 컴퍼니와 농부들은 땅을 두고 대립하기도 했다. 유나이티드 프루트 컴퍼니는 많은 땅을 사 41개의 농장을 통합했고, 농민은 350개 이상의 바나나 농장을 형성했다. 철도 노선과 관개 운하의 건설이 바나나 경제에 새로운 땅을 제공하면서, 유나이티드 프루트 컴퍼니는 무력을사용해 농민들의 땅을 빼앗았다. 농민들은 회사에 저항했지만 대부분이 실패했다. 중앙 정부는 지방에 영향력이 거의 없었고 이는 유나이티드 프루트 컴퍼니가 이 지역에서 힘을 가질 수 있게 했다. 땅을 잃은 사람들은 다른 지역으로 이주하기도 했고, 머무를 수 있었던 사람들마저 유나이티드 프루트 컴퍼니가 건설한 운하에 의해 고립되어 경쟁력을 잃었다. 이들은 이후 농장 노동자들이 일으킨 파업에 동참한다. 

## 전개
1928년 학살 이전, 노동자들은 파업에 나섰지만 거의 변화가 없었다. 1928년 10월에는 콜롬비아 바나나 농장 노동자들이 유나이티드 프루트 컴퍼니에게 다음과 같은 9가지 요구를 제시했다:
1. 하청업체를 통한 채용 관행 중단 
2. 근로 보험 의무화
3. 업무상 재해에 대한 보상
4. 위생적인 기숙사 및 주 6일 근무
5. 월 100페소 미만 근로자 일당 인상 
6. 주급으로 임금 지급
7. 사무실 점포 폐지
8. 현금 대신 쿠폰을 통한 임금 지급 폐지
9. 병원 서비스 개선
이 요구들은 1928년 11월 12일에 파업으로 이어졌고, 그는 콜롬비아 역사에서 가장 큰 노동 운동으로 변했다. 유나이티드 과일 회사 소속 최소 25,000명의 노동자가 참여했고, 자유당 급진파 의원들과 사회당, 공산당 의원들도 이 운동에 참여했다.
노동자들은 직원으로 인정받길 원했고, 1920년대 콜롬비아 법률 체계의 시행을 요구했다. 정부는 과격하다고 파악된 파업 참가자들을 처리하기 위해 보고타에서 군대를 보냈다. 이 군대가 유나이티드 프루트 컴퍼니의 요청에 따라 보내졌는지에 대해선 명확하지 않았다.
300명의 군인이 안티오키아에서 막달레나로 보내졌다. 상황을 통제하는 바나나 지역의 군 사령관 코르테스 바르가스 장군은 농장 노동자들과 관련이 있을 수 있어서 막달레나 출신 군인은 포함하지 않았다.
1928년 12월 5일 학살 당일, 약 1500명의 바나나 노동자들이 가족과 함께 시에나가 마을 광장에 진을 쳤다. 그때 군대는 중앙 광장 모퉁이에 있는 낮은 건물 옥상에 기관총을 설치하고 진입로를 봉쇄하고, 사람들에게 떠나라는 경고를 내렸다. 일요일에 모인 근로자들과 어린이들을 포함한 그 가족들에게 총격을 가했다. 사람들은 일요일 미사 후 주지사의 예상 연설을 기다리기 위해 모였다.
학살 당시 코르테스 바르가스 장군이 군대를 지휘했다. 그때 47명이 사망했고, 정확한 사망자 수는 확인되지 않았다. 1928년 파업에 대한 포괄적이고 상세한 연구의 공동 저자인 헤레라 소토는 동시대인과 역사가들이 제시한 다양한 추정치를 47명에서 최대 2,000명까지 종합했다.
생존자 중에는 후에 유명한 지역 인물로 등극한 루이스 비센테 가메스도 있었다. 그는 3일 동안 다리 밑에 숨어서 살아남았다. 그 후로 그는 매년 라디오를 통해 추모식을 전했다.
언론은 그날 밤 사건에 대해 합의된 결론 없이 다양한 사망자 수와 의견을 보도했다.

## 결과
대학살 이후, 유나이티드 과일 회사와 군대가 당국에 보낸 통신에서 주장했던 폭력이 실현되었다. 그 폭력은 정부에 의한 것이었다. 군대는 농장과 캠프에서 "악한 시도"이라고 불렸던 파업 참가자들을 찾아 그들의 집을 파괴하고 수많은 사람들을 총살하고 투옥했다. 대다수의 노동자들은 그 지역을 떠났으나 소수는 머물러 군대와 회사에 복수하고자 했다. 전신 케이블을 자르고 레일을 파괴하는 행위들이 이어졌고, 방화와 절도를 저지르기도 했다. 가장 피해가 컸던 시도는 12월 6일 세비야에서 일어났는데, 노동자들이 유나이티드 프루트 컴퍼니를 공격하자 군대가 노동자들을 제압했고 군인 한 명과 29명의 노동자들이 사망했다. 바르가스 장군은 이 지역이 안정되었다 말했으나 군대는 다음해 3월까지 이 지역을 통제했다. 
대학살에 이은 공포의 시대 동안 많은 노동자들이 죽었다.
- 바르가스 장군은 12월의 총 사망자 수가 47명이라고 말했다.
- 프랑스 대사는 사망자가 100명이라는 보고서를 제출했다.
- 미국 대사는 사망자 총계가 1,000명까지 오를 수 있다고 인정했다.
- 알베르토 카스트리욘은 5000명을 추정했다.

군의 검열 때문에 확실한 수치는 알려져 있지 않다. 군대는 수백 명을 더 투옥시켰다. 1월, 바르가스 장군은 알베르토 카스트리욘과 훌리오 샤리스를 포함한 54명의 체포자에 대한 군사 회의를 열었다. 그들은 182년의 징역형을 선고받았다.
파업은 끝났다. 억압이 협상을 이겼고 노동자들은 패배했다. 노동조합 조직은 완전히 사라졌고 굶주리고 겁에 질린 그 지역의 노동자들은 농장으로 돌아가기 시작했다. 바나나 파업의 패배는 1929년 세계적인 불황의 도래와 함께 더욱 약화될 콜롬비아 노동운동에 심각한 타격이 되었다.
이 사건은 이후 보수 정권이 몰락하는 신호탄이 되었다. 뒤이은 자유주의 시대에, 노조와 파업은 합법화되었고 노동자 중심 포퓰리즘이 우세했다. 또 1929년의 대파업과 세계 불황으로 인해 유나이티드 프루트 컴퍼니는 콜롬비아에서의 바나나 생산을 축소했다. 유나이티드 프루트 컴퍼니는 다른 나라에 집중하기 시작했으며, 이어진 악재는 회사가 콜롬비아에서 완전히 손을 떼게 하는 결과를 낳았다. 유나이티드 프루트 컴퍼니의 점차적인 철수는 콜롬비아의 노동운동을 약화하기도 했다.

## 같이 보기
- 바나나 공화국